# Jollas hawkeswoodi
Jollas hawkeswoodi är en spindelart som beskrevs av Dewanand Makhan 2007. Jollas hawkeswoodi ingår i släktet Jollas och familjen hoppspindlar. Inga underarter finns listade i Catalogue of Life.